# Charles Lightoller
Charles Herbert Lightoller, britanski mornar, pomorščak in častnik * 30. marec 1874 Chorley, Lancashire, Anglija † 8. december 1952 Richmond, London, Anglija.                         
Lightoller je bil drugi častnik na ladji RMS Titanic in je bil najstarejši član posadke, ki je preživel potop ladje. Kot častnik, zadolžen za vkrcanje potnikov v rešilne čolne na levi strani, je Lightoller strogo uveljavil protokol "ženske in otroci prvi" in ni dovolil, da bi se potniki moškega spola vkrcali v čolne, razen če bi bili potrebni kot dodatni mornarji pri vesljanju. Lightoller je bil tudi član kraljeve mornarice. Med prvo svetovno vojno je služil kot poveljnik kraljeve mornarice in bil dvakrat pohvaljen za hrabnost. Med drugo svetovno vojno je v pokoju priskrbel in kot prostovoljec in plul na eni od malih ladij, ki so sodelovale pri evakuaciji v Dunkirku. Namesto da bi dovolil, da njegovo motorno ladjo najeme admiraliteta, je osebno priplul v Dunkirk in pripeljal 127 britanskih vojakov. 

## Zgodnje življenje
Charles Herbert Lightoller se je rodil 30. marca 1874 v mestu Chorley v Lancashiru v družini, ki je od konca 18. stoletja v Lancashireu upravljala s predelavo bombaža. Njegova mati Sarah Jane Lightoller (née Widdows) je kmalu po njegovem rojstvu umrla zaradi posledic škrlatne vročine. Njegov oče Frederick James Lightoller se je odselil na Novo Zelandijo, ko je bil Charles star 10 let in ga pustil v varstvo za razširjeno družino.

## Zgodnja šomorska kariera
Ker pri 13 letih ni želel končati tovarniške zaposlitve kot večina tedanje britanske mladine, je Charles Lightoller začel štiriletno vajeništvo na morju na krovu ladje Primrose Hill. Na svoji drugi plovbi se je odpravil s posadko ladje Holt, med nevihto v južnem Atlantiku pa je bila ladja prisiljena odpluti v najbližje pristanišče v Rio de Janeiru. Ladjo so popravili kljub veliki epidemiji strupov revolucije. Še eno nevihto je Lightoller dočakal 13. novembra 1889, v Indijskem oceanu, ko je povzročila, da se je ladja zaletela na nenaseljen otok štiri in pol kvadratne milje, ki se danes imenuje Saintle Saint-Paul. Coorong jih je rešil in odpeljali v Adelaide v Avstraliji. Lightoller se je za vrnitev v Anglijo pridružil posadki ladje Duke of Abercorn.
Lightoller se je vrnil na ladjo Primrose Hill na svoje tretje potovanje. Prispeli so v Kalkuto v Indiji, kjer je dobil spričevalo in status za drugega častnika. Tovor premoga se je zažgal, ko je bil med vetrovnim vremenom na ladijskem krovu Knight of St. Michael kot tretji častnik, za uspešna prizadevanja v boju z ognjem in reševanju ladje pa je bil Lightoller pohvaljen in je tako napredoval v drugega častnika. 
Leta 1895 je pri 21 letih in plul na ladji in o nevarnostih na morju pridobil vozovnico za samostojenga častnika in zapustil ladjo za nekaj časa. Po treh letih službovanja v afriški kraljevi pošti starejše ladje Dempsterja na zahodnoafriški obali je skoraj umrl zaradi močnega naleta malarije. 
Lightoller je za kratek čas zapustil morje in se je leta 1898 odpravil na Yukon, da bi v zlati dolini Klondike poiskal zlato. Če mu ni uspelo, je postal kavboj v Kanadi v Alberti. Da bi se vrnil domov, se je vkrcal na vlak in se odpeljal v Kanado. Prehod nazaj v Anglijo si je prislužil tako, da je kot mornar delal na čolnu in leta 1899 prišel domov brez denarja. Pridobil je potrdilo svojega mojstra in se pridružil družbi Greenshields, Cowie & Co, za katero je opravil še eno potovanje na ladji, tokrat kot tretji častnik viteškega spremljevalca. Januarja 1900 se je Lightoller pridružil prestižni britanski pomorski družbi White Star Line in služil kot četrti častnik na ladji SS Medic.
Medtem ko je bil na Medicu, na potovanju iz Velike Britanije v Južno Afriko in Avstralijo, so Lightollerju oprostili potegavščine, ki sta jih skupaj z nekaterimi sopotniki igrala na državljane Sydneyja v Fort Denisonu v pristanišču Sydney. Leta 1903 se je znova znašel v Sydneyju, potem ko so ga premestili na ladjo SS Suevic - verjetno kot kazen zaradi druge indiskrecije. Med plovbo je spoznal Sylvijo Hawley Wilson, v Avstraliji, ki se je vračala, s katero se je poročil v cerkvi St Jamesa v Sydneyju in se na povratni plovbi odpeljal nazaj v Anglijo. 
Pozneje se je pridružil ladji SS Majestic pod poveljstvom kapitana Edwarda J. Smitha, ko je ladja plula čez severni Atlantik. Od tam je bil nato premeščen kot tretji častnik na ladji RMS Oceanic, vodilni ladji družbi White Star Line. Vrnil se je na ladjo Majestic kot prvi častnik in nato nazaj na Oceanic kot njegov prvi častnik. 

## Titanic
Dva tedna pred potopom se je Lightoller v Belfastu vkrcal na ladjo RMS Titanic, kjer je najprej služil kot prvi častnik. Kapitan Smith je po prihodu ladje v Southampton, podelil mesto glavnega častnika Henryju Wilde z ladje RMS Olympic s čimer je prvi častnik postal William McMaster Murdoch in Lightoller drugi častnik. Prvotni drugi častnik David Blair je bil popolnoma odpuščen, ladijski seznam mlajših častnikov pa je ostal nespremenjen. Blairjev odhod iz posadke je povzročil težave, saj je imel ključ do ladijskih daljnogledov. Ker posadka ni imela dostopa do daljnogleda, je Lightoller obljubil, da jih bo kupil, ko bo Titanic priplul v New York City. Kasneje je manjkajoči ključ in posledično pomanjkanje daljnogleda za razgled na opazovalnem jamborju postala sporna točka v ameriški preiskavi potopa ladje.
V noči iz 14. na 15. april 1912 je Lightoller zapovedal zadnjo opazovalno jamborsko stražo pred trčenjem ladje z ledeno goro, po čemer ga je Murdoch razbremenil. Uro pred trčenjem je Lightoller ukazal ladijskim opazovalcem naj nenehno pazijo na led in zlasti plavajoči led vse do zore. Nato je ukazal takratnemu krmarju Robertu Hichensu, naj preveri, ali je ladijska vodna črta od sveže vode zamrznjena pod vodno gladino. Lightoller se je umaknil v svojo kabino in se, ko je začutil trčenje, pripravljal za v posteljo. Oblečen samo v pižamo, je Lightoller odhitel na krov, da bi preiskal kaj se je zgodilo, vendar ničesar, ne zagledajoč, se je umaknil nazaj v svojo kabino. Odločitev, da bi bilo bolje ostati tam, kjer so drugi častniki vedeli, kje ga bo potrebno poiskati, je ležal buden na svojem pogradu, dokler ga četrti častnik Joseph Boxhall ni poklical na ladijski most. V pižami si je nataknil hlače in mornarski modri pulover ter si nadel (skupaj z nogavicami in čevlji) častniški plašč in kapo. 
Med evakuacijo je Lightoller skrbel za spuščanje reševalnih čolnov na levi strani palube čolnov. Pomagal je napolniti več rešilnih čolnov s potniki in jih spustil. Lightoller je Smithov ukaz o "evakuaciji žensk in otrok" razlagal kot v bistvu "samo ženske in otroci". Kot rezultat, je Lightoller spustil reševalne čolne na pol prazne, če žensk in otrok ni bilo, ki bi čakali na vkrcanje, kar je pomenilo, da jih je napolnilo do zmogljivosti, ko so prispejo do vode. Podčastnik Arthur Godfrey Peuchen je imel odlikovanje, da je edini odrasli potnik Lightoller, ki je bil dovoljen, da se lahko vkrca v čoln na levi strani zaradi njegovih predhodnih navtičnih izkušenj in ponudbe pomoči, ko mornarjem iz lastnega dodatka na Titanicu ni bilo na voljo mornarjev, ki bi pomagali poveljstvu spuščanja čolnov. Nekateri častniki so se bali, da dvigala, ki se uporabljajo za spuščanje čolnov, ne bi zdržali teže, če bi bili čolni prenapolnjeni, vendar se niso zavedali, da so bila nova dvigala Titanicu načrtovani za to. Na podlagi tega napačnega razumevanja je bil Lightollerjev načrt napolniti rešilne čolne z vodne črte in poslati 10 moških, da odprejo vrata podpalubja na levi ladijski strani, da bodo imeli potniki dostop. Možje niso uspeli pri tej nalogi in niso bili nikoli več vidni (domnevni utopitelji so zavrnili ta končni ukaz). Čolni s premajhno zmogljivostjo so bili nato spuščeni v vodo z ladje takoj, ko so se taknili vode zaradi česar je bil načrt neuspešen. Vsaj en čoln naj bi namerno ignoriral ukaze častnikov, naj se vrnejo. 
Ko je Lightoller poskušal spustiti reševalni čoln št. 2, je ugotovil, da ga je zasedlo že 25 moških potnikov in članov posadke. Naročil jim je naj odidejo iz čolna in jim zagrozil z neobremenjenim ukazom, ki naj bi jim rekel: "Spokajte se od tu prekleti strahopetci! Rad bi videl vsakega od vas na palubi!" Nato je dolžnost vkrcanja rešilnega čolna 2 naročil četrtemu častniku Boxhallu. Medtem ko so bili začetni računi vkrcanja različni, zdaj verjamejo, da je bilo na reševalnem čolnu le 17 ljudi, ko pa je največja zmogljivost znašala 40 ljudi.
Ko se je ladja začela vedno hitreje potapljati, je voda dosegla palubo čolnov in poplavila ladijski most ter prostore za častnike. Lightoller je tisti trenutek poskušal spraviti zložljiv reševalni čoln B v pravilen položaj. To je bil eden od štirih zložljivih reševalnih čolnov, vendar je bil skupaj z zložljivim čolnom A privezan nad prostori za častnike zaradi česar je bilo potrebno čolna spraviti na palubo in ga pripraviti kar se je med potopom izkazalo za zelo slabo. Lightoller je splezal gor do prostorov za častnike, da bi ugotovil ali je treba še kaj storiti. Čoln je voda odplaknila 10 metrov stran od potapljajoče se ladje. Ko je Lightoller videl ljudi bežati na krmo zaradi naraščajoče vode in plavalce, ki so plavali v vodi, je opazil, da se ne more več zadrževati na potapljajoči se ladji in se je zato odločil zapustiti ladjo. Skočil je v vodo s prostorov za častnike in odplaval do plavajočega narobe obrnjenega zložljivega čolna B. 
Lightoller je opazil velike vodne naraščajoče vrtince v vodi in se spomnil, da je pametno se čim bolj odaliti od ladje. Splezal je na zložljiv čoln B v vodi in ga z drugimi potniki poskušal spraviti v normalen položaj. Niso ga uspeli spraviti v pravilen položaj, saj se je takrat na njihovo stran, približno 10 metrov od njih zrušil ladijski sprednji prvi dimnik pri čemer je ustvaril velik val, ki je čoln odplaknil 20 metrov stran od ladje. Potem, ko so Lightoller in drugi prišli k sebi, so bili že tako izmučeni in so zaradi premrzle vode bili prisiljeni splezati na zložljiv čoln B, saj je bil to njihov edini splav. 
Lightoller je prevzel zadolžitev na plavajočem čolnu. Ko je proti zori začelo morje postajati valovito, je Lightoller je moške na zložljivem čolnu naučil, kako premikati svojo težo, da bi preprečili, da bi se čoln prevrnil. Če ne bi bilo tega, bi spet padli v ledeno mrzlo vodo. Moški so bili na plavajočem čolnu dokler jih drugi reševalni čoln končno ni rešil. Lightoller je bil zadnji preživeli, ki je prispel na krov RMS Carpathie.
Po potopu je Lightoller v Christian Science Journal objavil pričevanje, v katerem je prepričal v božansko moč za njegovo preživetje in zaključil: "z Bogom so vse stvari možne".

### Priporočila pri preiskavi
Kot višji preživeli častnik je bil Lightoller ključna priča pri ameriških in britanskih preiskavah. Ameriško preiskavo je v svoji avtobiografiji označil za "farce" zaradi nepoznavanja pomorskih zadev, ki jih implicirajo nekatera vprašanja. Britansko preiskavo je vzel bolj resno in napisal, da je "zelo potrebno držati roko na krtači za beljenje", saj "ni imel želje, da bi krivdo pripisal bodisi BOT (British Board of Trade) ali White Star Line"  kljub njegovemu prepričanju, da je "ena oseba vedela, in že vrsto let vedno prisotno možnost takšne katastrofe".
Lightoller je krivico za nesrečo na morjih tisto noč, kar jih je kdaj videl v življenju, in plavajočih ledenih gorah ki na svojih podnožjih ne kažejo zgodnjih opozorilnih znakov loma bele vode. Spretno je zagovarjal svojega delodajalca, White Star Line, kljub namigom o preveliki ladijski hitrosti, pomanjkanju daljnogleda na opazovalnem jamborju in navadni brezobzirnosti potovanja skozi ledeno polje v mirni noči, ko so vse druge ladje v bližini mislile, da je to modrejše do jutra. Kasneje pa je v pripovedovanju o nočnih dogodkih na programu BBC I Was There iz leta 1936 spremenil obrambo. Lightoller je prav tako lahko pomagal preusmeriti javno obžalovanje nad incidentom v pozitivne spremembe, saj so mnoga njegova priporočila za preprečevanje takšnih nesreč v prihodnosti sprejele vse pomorske države. Z uporabo zmogljivosti reševalnih čolnov na številu potnikov in posadke namesto tonaže ladij izvajajo vaje za rešilne čolne, tako da potniki vedo, kje so njihovi rešilni čolni, posadka pa ve, kako z njimi upravljati, na vseh potniških ladjah vzpostavljajo 24-urno brezžično (radijsko) komunikacijo in zahtevajo obvezno pošiljanje opozorila ledenih gor ladjam, je bilo nekaj njegovih priporočil pri preiskavah, ki jih je obravnaval Odbor za ladijsko trgovino, njegove naslednice in njihovi ustrezniki v drugih pomorskih državah. 

## Prva svetovna vojna
Lightoller se je vrnil delat na morje za družbo White Star Line, ko je bil drugi častnik na ladji RMS Oceanic. Maja 1913 je prejel napredovanje od podporočnika do poročnika v kraljevem mornarici. Ob začetku prve svetovne vojne je bil kot častnik RNR vpoklican v kraljevo mornarico, najprej pa je bil drugi častnik na Oceanicu, ki je bil preurejen v oboroženo trgovsko križarko (HMS Oceanic). Na tej ladji je služboval, dokler ni nasedla 8. septembra 1914 na morski greben ob obali Shaalds Foula.
Leta 1915 je služil kot prvi častnik med testiranji na morju na novi ladji RMS Campania, ki je bil pravkar preurejen v letalnosilko. Konec leta 1915 je poveljeval na U-podmornici HMTB 117. Medtem ko je kapitan HMTB 117 prejel nagrado častni križ za vključitev Zeppelina L31 v dolgotrajno nočno bitko. Lightoller in njegova posadka sta s pomočjo luči postavila zasedo na izlivu reke Temze in čakala, da bo L31 neposredno nad HMTB. Lightoller je odprl ogenj na "Zeppu" s sledilnimi naboji, na koncu pa udaril v rep podmornice in prisilil umik. Posledica tega dejanja je bil imenovan za poveljnika HMS Falcon, uničevalca U-podmornic razreda C in naslednji dve leti je Lightoller služil skupaj s Falconom na "Dover patrulji", ki je varoval Doverske ožine in angažiral nemške rušilce, ki so izvajali nočne racije. Lightoller je zapisal, da je bila ladja ves čas pripravljenosti sokola ohranjala stalno pripravljenost, ladijske puške pa so bile ves čas naložene in odobrene za delovanje. Pričakoval je, da bodo njegovi ljudje v nujnih primerih razmišljali in ravnali sami. Falcon je 1. aprila 1918 po trku v megli potopil ladjo John Fitzgerald, medtem ko sta obe ladji delovali kot spremljevalci do konvoja v Severnem morju. Lightoller je bil v sodnem boju za izgubo ladje hitro oproščen, zato so ga pohvalili, da je ostal na krovu skupaj s svojim prvim častnikom, dokler večina posadke ni bila evakuirana v čolne (razen treh uradnikov, ki so ostali  ujeti na krmi in reševati ga je moral z vlečno mrežo). Nato je Lightoller poveljeval rušilcem rečne klase HMS Garry.

### Potopitev podmornice UB-110
19. junija 1918 je Lightoller z z svojo posadko na ladji HMS Garry, napadel in potopil nemško podmornico U-110, ki je bila pod poveljstvom kapitana Werner Fürbringer potopljena ob jorkširski obali. 
V svojih spominih iz leta 1933 je kapitan Fürbringer obtožil Lightollerja, da se je (ustavil) in ukazal svoji posadki, naj z revolverji in merilci pripravi ogenj na neoborožene preživele člane podmornicw UB-110. Med domnevnimi zarokami, ki so sledile, je Fürbringer trdil, da je videl lobanjo 18-letnega člana svoje posadke, ki jo je iz vreče premoga razstrelil mornar kraljeve mornarice. Ko je Fürbringer poskušal pomagati ranjenemu častniku, da plava, so mu rekli: "Pustite me umreti v miru. Prasci nas bodo tako ali tako ubili."  Fürbringer je trdil, da je streljanje prenehalo šele, ko je na prizorišče prispel konvoj, ki ga je Garry spremljal in v katerem je bilo veliko ladij z nevtralno zastavo. Fürbringer se je kasneje spominjal: "Kot da bi Britanci s čarovnijo spustili nekaj reševalnih čolnov v vodo." 
Geoffrey Brooks, ki je spomine kapitana Fürbringerja prevedel v angleščino, je pozneje komentiral: "Glede domnevnega grozodejstva, storjenega nad preživelimi člani UB-110, bi bil običajen postopek, da bi o tem čim prej poročali nemškim vojaškim pravnim organom. Potem so bili odvzeti vsem razpoložljivim pričam. Lahko si predstavljamo, kako daleč bi se nadaljevalo. Britanska vojaška oblast ni in ni nikoli bila praksa, da bi britanskemu vojaškemu osebju sodili za domnevne vojne zločine, storjene nad sovražnimi vojskujočimi se ne glede na to, kako močni so dokazi. "
Lightoller v svojih spominih podrobno ne govori o dogodku, omenja pa, da "ni hotel izstreliti ognja v zrak". "Pravzaprav je bilo neverjetno, da bi morali imeti peklensko drznost, da se predajo, glede na njihove divje in neusmiljene napade na naše trgovske ladje. Rušilec proti rušilcu, tako kot v Dover Patrol, je bila poštena igra in ni bila naklonjena. Lahko bi jih srečal in jih vzel za spodobnega nasprotnika. Toda do podmornic je človek izrazil grd in slab odnos; bili so nič drugega kot onesnaževalci, ki onesnažujejo čisto morje. "
Podpoveljnik Lightoller je prejel priznanje za zaslužni križ za potopitev podmornice SM UB-110. V času napada je imel UB-110 dve potopitvi dveh britanskih ladij in skupno število smrti 30 civilnih mornarjev.

### Poznejša vojaška kariera
10. junija 1918 je Lightoller prejel zlato odlikovanje. Julija je postal poveljnik, 31. marca 1919 pa je bil uvrščen na seznam upokojenih. 

## Upokojitev
Po vojni je Lightoller kljub dobri službi v družbi White Star Line in zvestemj zagovarjanju svojih delodajalcev na poizvedbah nesreče Titanica kmalu ugotovil, da možnosti za napredovanje znotraj držube niso več na voljo. Vsi preživeli člani posadke bi ugotovili, da je povezanost s Titanicom črna znamka, pred katero niso mogli upati. Razočarani Lightoller je kmalu zatem odstopil in se zaposlil na tako čudnih delovnih mestih, kot so gostilničar, rejnik piščancev in kasneje špekulant z lastnino, pri čemer sta z ženo nekaj uspela.
V zgodnjih tridesetih letih je napisal svojo avtobiografijo "Titanic in druge ladje", ki jo je posvetil svoji "vztrajni ženi, ki ga je na to nagnala".
Ta knjiga je sčasoma postala precej priljubljena in se je začela dobro prodajati. Vendar je bila kmalu umaknjena, ko je družba Marconi zagrozila s tožbo zaradi komentarja Lightollerja glede nesreče Titanica in vloge operaterjev podjetja Marconi.

## Druga svetovna vojna
Upokojeni Lightoller jadranja ni povsem zavrnil, saj je sčasoma kupil zasebno motorno jadrnico Sundowner, leta 1929. Med drugo svetovno vojno, leta 1940 je skupaj s sinom Rogerjem in mladim skavtom Geraldom Ashcroftom prečkal Rokavski preliv v Sundownerju, da bi pomagal pri evakuaciji iz Dunkirka. V čolnu z dovoljenjem za prevoz 21 potnikov je Lightoller s posadko pripeljal 127 vojakov. Na povratnem potovanju se je Lightoller izognil streljanju iz sovražnega letala, in sicer s tehniko, ki mu jo je opisal njegov najmlajši sin Herbert, ki se je pridružil RAF in bil umorjen že v vojni. Gerald Ashcroft se je kasneje spominjal: "Pritegnili smo pozornost potapljaškega bombnika Stuka. Poveljnik Lightoller je vstal na premcu, jaz pa na krmi. Poveljnik Lightoller je do zadnje sekunde stal nad premcem - nato mi je ukazal "Ostro v levo! "in ukazal sem to Rogerju ter zelo ostro smo se obrnili. Bomba je pristala na desnem boku."  
V času evakuacije je bil drugi sin Lightollerja, Trevor na položaju poročnika pri 3. diviziji Bernarda Montgomeryja, ki se je umaknil proti Dunkirku. Trevorju, ki ga starejši Lightoller ni poznal, je bil evakuiran že 48 ur, preden je Sundowner prišel do Dunkirka. 
Za svoja dejanja med evakuacijo je Charles Lightoller leta 1944 prejel omembo v pošiljkah. Njegova dejanja so navdihnila lik gospoda              Dawsona v filmu Christopherja Nolana iz leta 2017, Dunkirk, ki ga je upodobil nagrajenec oskarja Mark Rylance. Sundownerja danes ohranja Pomorski muzej Ramsgate. 
Po drugi svetovni vojni je Lightoller upravljal majhno ladjedelnico v Twickenhamu v zahodnem Londonu, imenovano Richmond Slipways, ki je zgradila splovljena motorne čolne za rečno policijo.

## Družina
Starša Lightollerja sta bila Frederick James Lightoller in Sarah Jane Widdows.  Njegova brata in sestra, Richard Ashton in Caroline Mary Lightoller, sta v zgodnjem otroštvu umrla zaradi škrlatinke. Na avstralski ladji SS Suevic leta 1903 je Lightoller na poti domov v Sydney po srečanju v Angliji srečal Avstralko Lowa Sylvania Zillah Hawley-Wilson, znano kot "Sylvia". 
Na povratni poti je Lightollerja spremljala kot njegovo nevesto. Kmalu sta se poročila in imela pet otrok: Frederic Roger, Richard Trevor, Sylvia Mavis, Claire Doreen in Herbert Brian. Njihov najmlajši sin Brian, pilot RAF, je bil ubit 4. septembra 1939 v bombnem napadu na nemški Wilhelmshaven v prvi noči vstopa Velike Britanije v drugo svetovno vojno. Kot drugi pilot je letel s 107 eskadriljo. 
Njihov najstarejši sin Roger je služil v kraljevi mornarici in bil ubit marca 1945 med napadom Granville, ko je poveljeval U-podmornici. Trevor se je pridružil vojski in si pridobil mesto podčastnika, ki je v času vojne služboval pod poveljstvom generala Bernarda Montgomeryja.  Mavis je bila v službi za nego prve medicinske pomoči, Doreen pa v enoti za politično obveščanje. Njegov vnuk A.T.  Lightoller, je služil v kraljevi mornarici, ki je v zgodnjih sedemdesetih poveljeval podmornici HMS Rorqual.                       

## Smrt
Lightoller je dolga leta veliko kadil zaradi česar se je njegovo stanje po drugi svetovni vojni začelo močno slabšati. Dolgotrajni kadilec Lightoller je umrl 8. decembra 1952 v Londonu zaradi srčno-žilne bolezni, star 78 let. Njegovo truplo je bilo kremirano, pepel pa raztresen v Commonwealth "Garden of Remembrance" v krematoriju Mortlake v Richmondu v Surreyu.                                                                                                                                                                                                                                                                 